# Pisarzówka (potok)
Pisarzówka – potok, lewy dopływ Soły o długości 16,56 km. 
Potok wypływa na wysokości około 720 m na południowo-zachodnim stoku Kopców w Beskidzie Małym. W obrębie Beskidu Małego zasilany jest też przez kilka cieków spływających z grzbietu łączącego Groniczki z Gaikami. Spływa doliną wciosową między grzbietami tych szczytów w kierunku północno-zachodnim i wypływa na Pogórze Śląskie. Przepływa przez miasto Bielsko-Biała, a następnie przez miejscowość Kozy, w której zakręca na północny wschód. Przepływa przez Pisarzowice, Hecznarowice i Wilamowice, gdzie uchodzi do Soły na wysokości 260 m.
Pisarzówka ma charakter potoku górskiego tylko w obrębie Beskidu Malego. Po wypłynięciu na Pogórze Śląskie staje się potokiem nizinnym – meandruje i tworzy rozlewiska. W Pisarzowicach przy jej prawym brzegu są duże Stawy Pisarskie. Główne dopływy Pisarzówki to lewobrzeżny potok Słonica i dwa prawobrzeżne potoki:  Kozówka i Czerwonka.